# Márcia Malsar
Márcia Malsar es una exatleta paralímpica brasileña, medallista de oro, plata y bronce en los Juegos Paralímpicos de Verano de 1984 en Nueva York y Stoke Mandeville en los Estados Unidos e Inglaterra. También fue medalla de plata en 1988, cuando el evento se celebró en Seúl, Corea del Sur. Fue la primera medallista de oro brasileña en los Juegos Paralímpicos, ganando el primer lugar en los 200 metros en 1984.
En la Ceremonia de inauguración de los Juegos Paralímpicos de Río de Janeiro en 2016, Márcia participó en el relevo de la antorcha olímpica dentro del estadio Maracaná y protagonizó uno de los momentos más emotivos de la inauguración. Malsar, que caminaba apoyada en un bastón, debido a la lluvia y su dificultad para moverse, dejó caer la antorcha y luego ella también cayó al suelo. Se levantó y completó su camino con muchos aplausos de los presentes.

## Palmarés deportivo
| Año   | Evento                      | Lugar      | País           | Prueba                              | Tiempo  | Resultado |
| ----- | --------------------------- | ---------- | -------------- | ----------------------------------- | ------- | --------- |
| 1984  | Juegos Paralímpicos de 1984 | Nueva York | Estados Unidos | 200 metros clase C6                 | 0:34.83 | oro       |
| 1984  | Juegos Paralímpicos de 1984 | Nueva York | Estados Unidos | 1,000 metros Cross Country clase C6 | 5:50.0  | plata     |
| 1984  | Juegos Paralímpicos de 1984 | Nueva York | Estados Unidos | 60 metros clase C6                  | 0:10.60 | bronce    |
| 1988  | Juegos Paralímpicos 1988    | Seúl       | Corea del Sur  | 100 metros clase C6                 | 0:16.06 | plata     |
| Refs. |                             |            |                |                                     |         |           |